# Yvonne de Gaulle
Pour les autres membres de la famille, voir famille de Gaulle.
Yvonne de Gaulle, née Vendroux le 22 mai 1900 à Calais et morte le 8 novembre 1979 à Paris, est l'épouse de Charles de Gaulle, officier et chef de la France libre puis fondateur de la Ve République et président de la République française de 1959 à 1969.
Surnommée « tante Yvonne », elle est réputée pour sa discrétion. En effet, malgré de nombreuses apparitions publiques dues à l'activité de son mari, et bien que souvent présente à l’image, elle ne s’exprime jamais publiquement. N'ayant accepté de participer qu'à un seul et unique reportage photo pendant l'exil à Londres, Yvonne de Gaulle n’a jamais accordé aucun entretien radiophonique ou télévisé : le son de sa voix reste donc inconnu.

## Biographie

### Enfance à Calais
Yvonne Vendroux est issue d'une famille d'industriels calaisienne d'origine bourguignonne. À l'origine, sa famille est néerlandaise, du nom de « Van Droeg » transformé en « Vendroux » lorsque cette famille de producteurs de tabac doit partir, Guillaume d'Orange ayant décidé de faire inonder des terres pour repousser l'avancée des troupes du roi de France Louis XIV. 
Un de leurs descendants, ancêtre d'Yvonne, épouse une Calaisienne au début de la Révolution française.
Son père, Jacques, est le président du conseil d'administration de la biscuiterie familiale. Sa mère, Marguerite née Forest, issue d'une famille de notaires ardennais, est la sixième femme de France à obtenir un permis de conduire, et est la petite-fille d'Alfred Corneau, industriel en fonderie et chauffage de Charleville-Mézières. Les Vendroux passaient leurs étés dans le château ardennais de l’abbaye Notre-Dame de Sept-Fontaines.
Son frère aîné, Jacques Vendroux, est né en 1897 ; il deviendra maire de Calais et député.
Son frère cadet, Jean, est né en 1901 à Calais, marié à Madeleine Schallier (1907-2000) ; père de sept enfants, il meurt en 1956 dans un accident de voiture.
Sa sœur, Suzanne Vendroux (née le 28 février 1905 à Calais, et morte le 27 décembre 1980 à Worthing, en Angleterre) se marie le 5 mars 1934 à Fagnon, avec Jean Rerolle (né le 12 juillet 1897 à Châteauroux et mort le 23 mars 1978 à Neuilly-sur-Seine), avec lequel elle a deux enfants. Son arrière petite nièce (soit l’arrière petite fille de sa sœur) est Clara Marzloff, plus connue sous le nom de Clara Marz sur les réseaux sociaux.
L'éducation reçue de ses parents est stricte, mais conforme aux usages de l'époque et de son milieu social, relativement aisé. Le vouvoiement est de rigueur, et les filles de la famille sont invitées à apprendre la couture. Pendant la Première Guerre mondiale, les enfants et leur gouvernante déménagent en Angleterre, à Canterbury, ne revenant voir leurs parents en France que pour les fêtes de fin d'année. Ces derniers s'installent à Wissant.

### Études et formation
Yvonne Vendroux apprend à lire à la maison et étudie chez les dominicaines, à Asnières-sur-Seine. Un de ses bulletins permet de cerner l'élève qu'elle est alors : « Pleine d'idéal et de droiture, de caractère régulier et consciencieux. » En 1918, elle suit les dominicaines, qui se réfugient au couvent des visitandines de Périgueux.

### Mariage avec Charles de Gaulle
En 1920, elle rencontre Charles de Gaulle, alors capitaine revenant d'une mission en Pologne. La rencontre est en fait arrangée en secret par la famille Vendroux ; leur première sortie est au Grand Palais, au salon d'automne, pour voir la toile La Femme en bleu de Kees van Dongen. 
Revenu ensuite prendre le thé, Charles a renversé sa tasse de thé sur la robe de la jeune femme, qui l'a pris avec humour. 
Leur première soirée est le bal de l'École spéciale militaire de Saint-Cyr, à l'hôtel des Réservoirs, à Versailles (l'établissement où Charles de Gaulle avait fait ses études de 1908 à 1912, était alors basé dans la ville voisine de Saint-Cyr-l'École). Deux jours après, elle déclare à ses parents : « Ce sera lui, ou personne. »
Ainsi, ils se fiancent le 11 novembre 1920, avant la fin de la permission du capitaine de Gaulle et se marient dès le 6 avril 1921, à l’église Notre-Dame de Calais. Charles de Gaulle est conscient d'épouser un beau parti, écrivant à l'un de ses amis : « J'épouse les biscuits Vendroux. » Leur lune de miel se passe dans le Nord de l’Italie. De cette union naîtront trois enfants, un garçon, Philippe de Gaulle, et deux filles, Élisabeth et la benjamine Anne de Gaulle (porteuse d’une trisomie 21).
| Nom                                        | Naissance        | Décès                                             |
| ------------------------------------------ | ---------------- | ------------------------------------------------- |
| 1. Philippe de Gaulle                      | 28 décembre 1921 | 13 mars 2024 à 102 ans                            |
| 2. Élisabeth de Gaulle, épouse de Boissieu | 15 mai 1924      | 2 avril 2013 à 88 ans                             |
| 3. Anne de Gaulle                          | 1er janvier 1928 | 6 février 1948 à 20 ans (d’une broncho-pneumonie) |

### Seconde Guerre mondiale

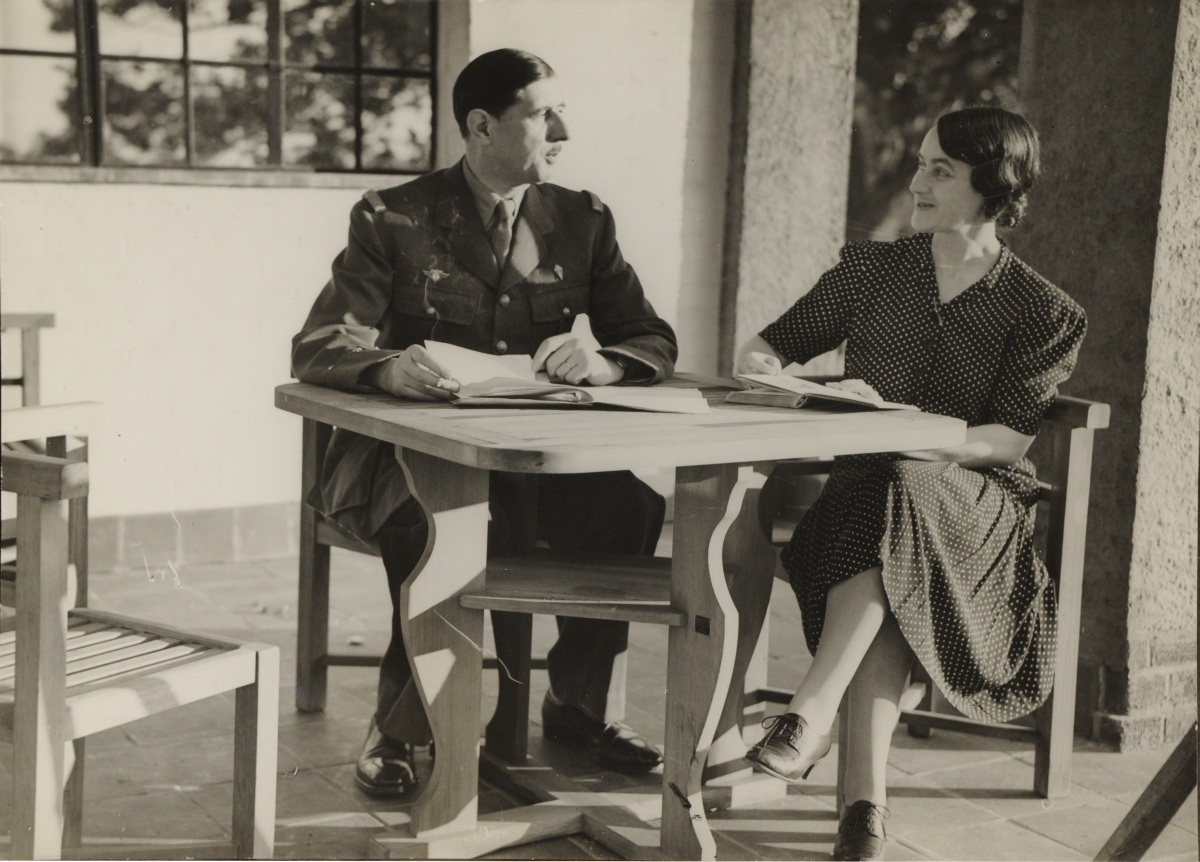
Yvonne de Gaulle et son époux à Londres durant la Seconde Guerre mondiale.

En 1934, elle s'installe avec sa famille dans la propriété de « La Brasserie », aussitôt rebaptisée « La Boisserie », à Colombey-les-Deux-Églises. L'achat de cette propriété, entourée de hauts murs, avait entre autres pour fin de protéger leur fille Anne, atteinte de trisomie, de l'indiscrétion du public. Passionnée d'horticulture, Yvonne de Gaulle prend le soin d'entretenir le jardin du domaine.

Lors de la débâcle de 1940, elle parvient à partir de La Boisserie et à rallier, avec ses enfants Philippe, Élisabeth et Anne, Carantec en Bretagne, où la famille a plusieurs fois séjourné avant-guerre, et où elle reste quelques jours, recevant le 15 juin 1940 une brève visite du Général, qui part ensuite poursuivre la lutte, sans savoir quand il pourra revoir ses proches. Il conseille à ceux-ci de tenter de gagner le Sud, par leurs propres moyens. Une des biographes d'Yvonne de Gaulle, Geneviève Moll, écrit : 

« […] lorsque la France est livrée à l'ennemi, avec une intuition inouïe du rôle que s'apprête à jouer son mari, sans nouvelles de lui, elle gagne l'Angleterre seule, avec leurs trois enfants. »

Yvonne de Gaulle et ses enfants vont donc réussir à rejoindre le Général, à Londres, en partant de Carantec, s'embarquant sur un ferry néerlandais à Brest, le dernier navire quittant le port, qui les conduit à Falmouth. La lecture du Daily Mirror leur y apprend que la veille, 18 juin, Charles de Gaulle a lancé un appel à la radio de Londres. Le lendemain, ils arrivent dans la capitale britannique. Dès lors, la famille réunie, Yvonne et ses filles suivent le Général pendant les déplacements du gouvernement provisoire, tandis que Philippe s'engage dès le 20 juin dans les Forces navales françaises libres (FNFL). Pour légitimer le Général dans son rôle de chef de la France libre et le faire connaître aux yeux des Britanniques, Winston Churchill organise un reportage sur la vie quotidienne des de Gaulle : on peut ainsi voir Yvonne de Gaulle préparant le repas ou discutant avec son mari.
En 1948, à la mort de leur fille Anne, Yvonne de Gaulle et son époux fondent en sa mémoire la fondation Anne-de-Gaulle, au château de Vert-Cœur, à Milon-la-Chapelle (Yvelines). Georges Pompidou dirige cette fondation et devient à cette époque proche du général de Gaulle.
Pendant la « traversée du désert » de son époux, elle tente de convaincre ce dernier de renoncer à la politique ; le couple entame sa retraite à La Boisserie.

### Épouse du président de la République
« Désormais, il va nous falloir vivre en meublé », s'exclame Yvonne de Gaulle après la victoire du Général à l'élection présidentielle du 21 décembre 1958. Le couple arrive au palais de l'Élysée le 8 janvier 1959.

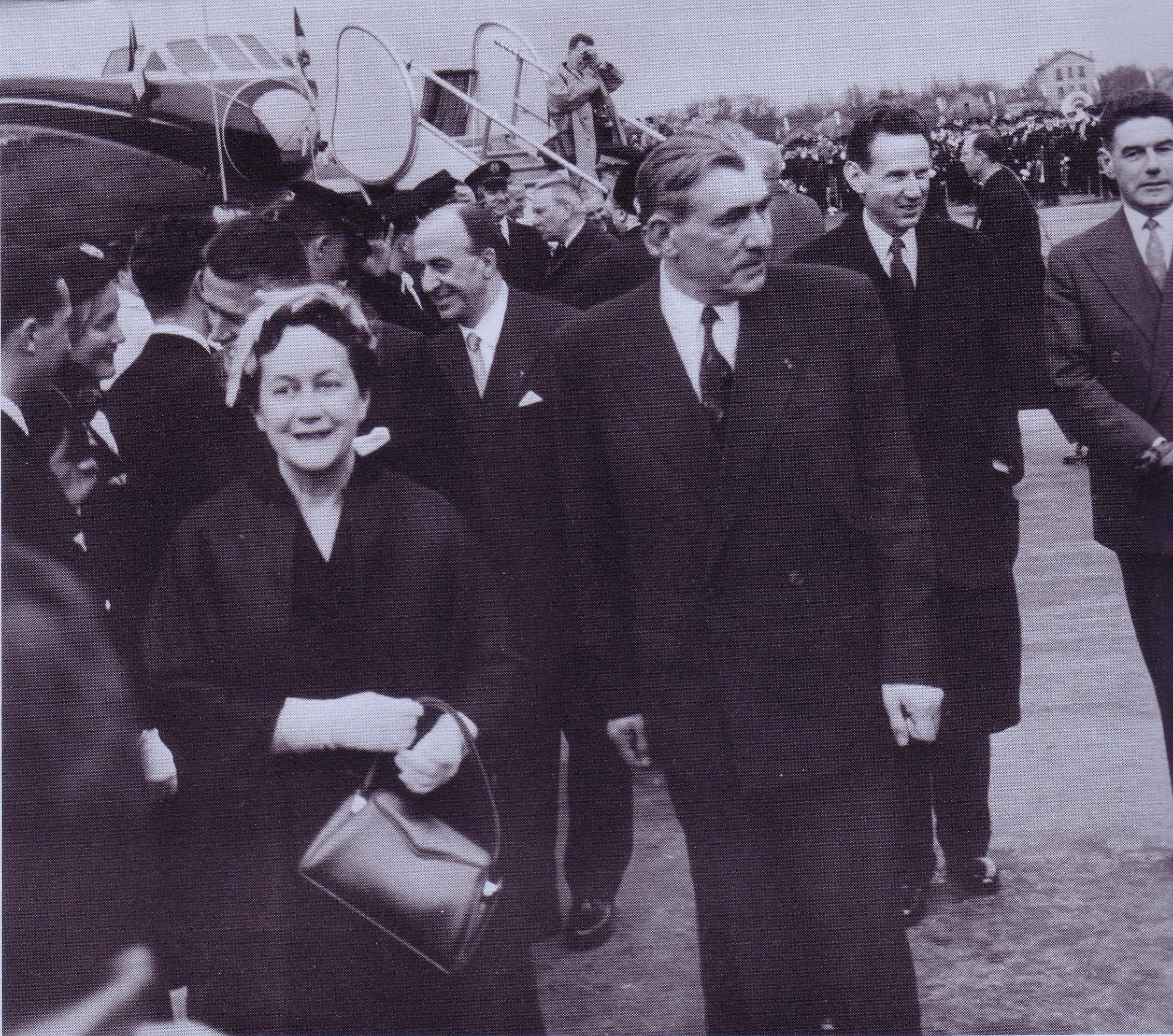
Yvonne de Gaulle au baptême de la Caravelle « Lorraine », 1959.

En tant qu'épouse du président de la République, de 1959 à 1969, Yvonne de Gaulle mène au palais de l'Élysée un train de vie simple et mesuré. Discrète sur la scène publique, elle est surnommée par les journalistes « Tante Yvonne ». Son couturier attitré est Jacques Heim.
Catholique pratiquante, elle influe sur le conservatisme du Général en matière de morale, et veille même à ce que soient tenues à l'écart des gouvernements les personnes divorcées ou adultères. Une des premières choses qu'elle demande après être arrivée au palais est une pietà, que lui fournit le musée du Louvre. Elle demande aussi l'amènagement d'une chapelle privée.

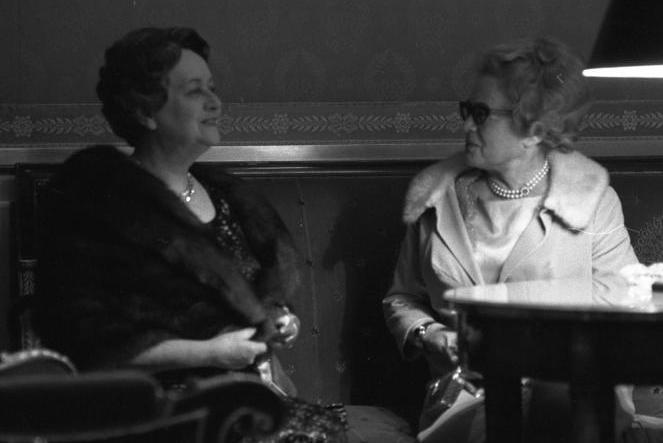
Yvonne de Gaulle avec Wilhelmine Lübke lors d’une réception à l’ambassade d’Allemagne à Paris (hôtel Beauharnais), le 3 février 1968.

Selon Bertrand Meyer-Stabley, elle « incarne la tradition, le respect des valeurs morales et le sens du devoir. » Cependant, elle intervient auprès de son époux (qui y était plutôt opposé) en faveur de la future loi Neuwirth, autorisant la contraception orale (« pilule »),.
Une journée type d'Yvonne de Gaulle se décrit par les trois repas pris en tête à tête avec son époux. Au petit-déjeuner, elle lit Le Figaro. Dans l'après-midi, le Général rejoint sa femme pour prendre le thé dans leurs appartements privés. Ils regardent ensemble la télévision jusqu'à 23 heures. Le dimanche matin, ils vont ensemble à la messe célébrée dans la chapelle du palais. Du palais de l'Élysée, elle dit au président des États-Unis Eisenhower « Tout le monde y est chez soi, sauf nous ». En 1959, elle est la marraine du nouvel appareil du constructeur Sud-Aviation : la SE 210 Caravelle « Lorraine », le baptême ayant lieu à l’aéroport d’Orly Nord le 24 mars 1959. En 1960, elle est la marraine du paquebot France, qu'elle baptise.
À la notable exception de la très populaire Germaine Coty, elle est l'une des premières épouses de président de son époque à véritablement jouer un rôle médiatique. En 1961, alors que le couple présidentiel américain John et Jackie Kennedy est convié par le général de Gaulle, elle prend l'initiative de tisser des liens avec la Première dame américaine en l'emmenant visiter l'école de puériculture située boulevard Brune (14e arrondissement de Paris). Deux ans plus tard, après l'assassinat de son époux, Jackie est conviée par Yvonne de Gaulle à venir se reposer et s'éloigner de la pression médiatique qui pèse alors sur elle.
En 1962, elle est, avec son mari, la cible de l'attentat du Petit-Clamart. Sauvé, le Général lui dit : « Vous êtes brave Yvonne. » Cet événement lui inspire cette seule phrase, restée célèbre : « J'espère que les poulets n'ont rien eu. » En fait, elle voulait parler non pas des policiers, mais des volailles transportées dans le coffre de la DS. Le fait, entre autres, que le commanditaire de la tentative d’assassinat, le lieutenant-colonel Bastien-Thiry, ait cherché à attenter à la vie d'une femme sans prendre de risques lui-même, et ait mis en danger des personnes innocentes (dont trois enfants et leurs parents) incite le général de Gaulle à considérer cela comme une circonstance aggravante et à refuser d'accorder la grâce présidentielle à Bastien-Thiry qui a été condamné à mort par la Cour militaire de justice. L'officier est fusillé huit mois plus tard au fort d'Ivry,.
Les voyages à l'étranger sont le seul aspect de son rôle d'épouse du président de la République qu'elle apprécie. Un programme de visites spécifique est prévu pour elle durant les séjours à l'étranger du président. Quand cela est possible, elle visite des centres pour enfants handicapés. Sa timidité en fait une invitée difficile à recevoir. Elle participe, entre autres, au voyage de Charles de Gaulle en Amérique du Sud,.
Pendant les évènements de mai 1968, elle accompagne son mari dans son déplacement à Baden-Baden. Elle déclare : « Que les communistes usent de la rue pour arriver à leurs fins, je m'y oppose. »

### Retraite et mort
Son époux Charles ayant démissionné de la présidence de la République en 1969, elle l'accompagne dans sa retraite, notamment dans son voyage en Irlande, célèbre pour les photos du couple et de l'aide de camp du général, François Flohic, prises sur la plage.
Veuve en 1970, elle vit discrètement jusqu'en 1978, année où elle entre dans la maison de retraite des sœurs de l'Immaculée Conception, à Paris. Elle meurt à l'hôpital du Val-de-Grâce, à Paris, à l'âge de 79 ans, le 8 novembre 1979, au même âge que son mari et à la veille du neuvième anniversaire du décès de ce dernier. Elle repose dans le cimetière de Colombey-les-Deux-Églises aux côtés de son époux et de leur fille Anne.

## Postérité

### Dans la culture populaire

#### Au cinéma
- 1973 : Chacal de Fred Zinnemann, jouée par Nicole Desailly.
- 2001 : Malraux, tu m'étonnes !, jouée par Françoise Lebrun.
- 2020 : De Gaulle de Gabriel Le Bomin, jouée par Isabelle Carré.
- 2026 : De Gaulle, jouée par Adèle Jayle (d).

#### À la télévision
- 1983 : Le général a disparu d'Yves-André Hubert, jouée par Renée Faure.
- 2000 : Jackie Bouvier Kennedy Onassis d'après Donald Spoto, jouée par Léo Munger.
- 2005 : Ils voulaient tuer de Gaulle de Jean-Teddy Filippe, jouée par Michèle Damery.
- 2006 : Le Grand Charles de Bernard Stora, jouée par Danièle Lebrun.
- 2009 : Adieu de Gaulle, adieu de Laurent Herbiet, jouée par Catherine Arditi.
- 2010 : Je vous ai compris : de Gaulle, 1958-1962 de Serge Moati, jouée par Catherine Arditi.
- 2010 : Ce jour-là, tout a changé, ép. L'Appel du 18 Juin, jouée par Judith Henry.
- 2015 : Pierre Brossolette ou les passagers de la lune de Coline Serreau, jouée par Coraly Zahonero.
- 2020 : De Gaulle, l'éclat et le secret de Jacques Santamaria, jouée par Constance Dollé.
- 2025 : Ein Tag im September de Fred Breinersdorfer, jouée par Hélène Alexandridis.

### Hommages
- La maison de retraite de Melun porte le nom d'Yvonne de Gaulle.
- Devant la cathédrale Notre-Dame de Calais se trouve une stèle, en mémoire du mariage d'Yvonne Vendroux et Charles de Gaulle, avec la mention tirée de l'ouvrage de ce dernier, Mémoires d'espoir « Pour vous Yvonne, sans qui rien ne se serait fait. »
- En 1963, l'accordéoniste René Saget sort une chanson, Le Tango de Tante Yvonne, qui se vend à 10 000 exemplaires[1].
- Le 9 novembre 2013, jour anniversaire de la mort du général de Gaulle, est inaugurée à Calais une statue en bronze réalisée par Élisabeth Cibot représentant Charles et Yvonne de Gaulle se tenant par la main. Elle s'inspire d'une photo du couple présidentiel, en visite officielle dans la ville en 1959[22].
- Un arrêt de bus lui rend hommage à Franconville